# Avoine (dessinateur)
Pour les articles homonymes, voir Avoine (homonymie) et Audin.
Avoine (nom de plume de Paul Audin), né le 3 octobre 1939 à Nevers et mort le 29 décembre 2017 à Dijon,, est un dessinateur et scénariste d'humour français.

## Biographie
Il découvre le dessin d’humour dans les Paris Match des années 1950 : début de sa passion pour Mose, Bosc, Chaval et André François, et c’est en voulant trouver d’autres gags à partir de leurs thèmes qu’Avoine, autodidacte, se met à dessiner.

## Œuvres
Collaborations de presse
Paris-Match, Elle, Marie Claire, Marie-France, Gault et Millau, Crée, Le Nouvel Observateur, A Suivre, Le Nouvel Économiste, Libération, Lui, Lire, La Recherche, Pomme d’Api, Okapi, Le Point, L'Express, Réalités, Le Figaro, L’Expansion, Le Monde de la musique, Le Monde Dimanche, L'Équipe magazine, Télérama, Siné Hebdo, Bakchich Hebdo.
Édition
- Collaboration à Bizarre et à « Ta gueule » (Amnesty International).
- Illustration du dictionnaire Larousse 1979 (800 dessins).
- Dessins de couvertures de la collection Folio (Le hussard bleu, Feu follet, Huis clos, Le roi se meurt, Un singe en hiver…)
- Illustration du roman de Georges Perec Quel petit vélo à guidon chromé au fond de la cour ?, Denoël, 1982

Bande dessinée
- Faites-moi rire, je pars dans quatre minutes, chez l'auteur, 1980
- Éclats de sourire, Casterman, 1988  (ISBN 2-203-34002-9)

Affiches
- Festival national des humoristes[3], 1993

Expositions
- Figures libres, catalogue de l'exposition tenue en 2008 à l'Atelier An Girard à Paris.